# Rat für Formgebung
Der Rat für Formgebung (englisch German Design Council) ist eine juristische Person in der Rechtsform einer gemeinnützigen Stiftung und arbeitet als Interessenvertretung für designorientierte Unternehmen. Er hat über 300 Mitglieder aus den Bereichen Wirtschaft, Design, Verbände und Institutionen.

## Geschichte
Gründungsanlass war die heftige Kritik an der Präsentation deutscher Produkte aus der Nachkriegszeit auf der New Yorker Exportmesse 1949: Gemäß einem Antrag der SPD-Fraktion beschloss der Deutsche Bundestag, einen unabhängigen Rat für Formentwicklung (RfF) gründen zu lassen. Dieser Rat wurde 1953 in der Rechtsform einer Stiftung mit dem ausdrücklichen Auftrag gegründet, die deutsche Wirtschaft im Design als ein Wirtschafts- und Kulturfaktor zu unterstützen. Die Stiftung hatte 1953 bis 1987 ihren Sitz in Darmstadt.
Der RfF erfüllt diese Aufgabe seitdem mittels Ausstellungen, Wettbewerben, Konferenzen, Publikationen und strategischen Beratungen.
Wie es der Gründungsauftrag des Deutschen Bundestages formulierte, bildet die Stifterversammlung eine Plattform für die Kommunikation aller am Designprozess beteiligten Kräfte. Zur Geschäftsführerin wurde die deutsche Design-Vermittlerin und -Beraterin Mia Seeger (1903–1991) berufen. Eine der ersten Aktivitäten des RfF war die Konzeption des deutschen Ausstellungsbeitrages auf der zehnten Mailänder Triennale, deren Architekt Egon Eiermann war. 1957 veranstaltete der RfF unter dem Motto „Gute Formen schaffen und verbreiten“ erstmals einen eigenen Designkongress. In den folgenden Jahren wurden Designkongresse und -ausstellungen im Ausland unterstützt und eigene Veranstaltungen durchgeführt. Der RfF beteiligte sich an der Auswahl der Gegenstände, die im Deutschen Pavillon (Architektur: Egon Eiermann und Sep Ruf) der Weltausstellung 1958 in Brüssel gezeigt wurden. 1962 konzipierte der RfF erstmals eine eigene Wanderausstellung. Sie hieß „Formgebung in Deutschland“; mehrere schwedische Museen beteiligten sich.
Das Logo wurde vom Grafik-Designer Anton Stankowski (1906–1998) entworfen.
Ab 1972 erschien in Kooperation mit dem Deutschen Industrie- und Handelstag der Pressedienst Design Report, der interessierte Journalisten über aktuelle Entwicklungen und Tendenzen in der Formgebung informiert. Seit 1987 erscheint der Design Report als Zeitschrift in der Herausgeberschaft des Rates für Formgebung, ab 1993 zunächst im MacUp Verlag Hamburg, zuletzt im Konradin Verlag, Leinfelden. Im Zuge der Trennung von Herausgeber und Verlag schaltete der Verlag das Online-Archiv der Zeitschrift ersatzlos ab. Der designreport wurde mit der Ausgabe 2/2019 im Juni des Jahres eingestellt. Seit Sommer 2019 informiert der Rat für Formgebung auf der Website ndion über Neuigkeiten aus den Bereichen, Design, Marke und Innovation.

### Gründungsauftrag
Die Stiftung ist einem Designbegriff verpflichtet, der geeignet ist, sowohl kulturelle als auch wirtschaftliche Werte zu schaffen. Wie es der Gründungsauftrag des Deutschen Bundestages formulierte, bildet die Stifterversammlung eine Plattform für die Kommunikation aller am Designprozess beteiligten Kräfte. In seiner interdisziplinären Ausrichtung ist er zugleich ein einmaliges Forum für den branchenübergreifenden Austausch zur Entwicklung der Gestaltung und garantiert den Wissenstransfer zwischen dem Rat für Formgebung und seinen Zielgruppen. Heute gehört die Institution zu den weltweit führenden Kompetenzzentren für Kommunikation und Wissenstransfer im Bereich Design. Mit Designpreisen, Ausstellungen, Konferenzen, Beratungsleistungen, Recherchen, Nachwuchsförderung und Publikationen öffnet er neue Horizonte für Vertreter der Wirtschaft und der Gestaltungsdisziplinen.

### Gründungsmitglieder
- Allgemeine Elektricitäts-Gesellschaft
- Gebr. Brüne, Spezialglasfabrik
- Heinrich Habig Aktiengesellschaft
- Peill & Putzler Glashüttenwerke GmbH
- Staatliche Porzellan-Manufaktur Nymphenburg
- Siemens-Schuckertwerke Aktiengesellschaft
- Siemens & Halske Aktiengesellschaft
- Württembergische Metallwarenfabrik
- Bundesverband der Deutschen Industrie
- Zentralverband Elektrotechnischen Industrie

## Präsidium und Geschäftsführung
Die Stifterversammlung wählt aus ihrem Kreis das Präsidium des Rates für Formgebung/German Design Council aus, dem zwölf Personen sowie die Vertreter der öffentlichen Zuwendungsgeber angehören. Das Präsidium fällt als höchstes Gremium der Stiftung alle strategischen Entscheidungen für die Ausrichtung und Arbeit des Rates für Formgebung/German Design Council. Das Präsidium besteht aus 12 Personen.
Präsident ist seit 2021 der
Designprofessor Mike Richter, Geschäftsführer ist seit 2020 Lutz Dietzold.

## Marken- und Designakademie
Kongresse, Konferenzen und Seminare bilden die Designakademie. Die Inhalte werden mit Referenten aus Wirtschaft und Forschung gestaltet, den Schwerpunkt dabei bilden Theorie und Praxis von Marken- und Designstrategie. Beim Deutschen Marken- und Designkongress (DMDK) werden verschiedene Gestaltungsbereiche der Brandmanagementprozesse diskutiert. Die Konferenzreihe Iconic Conferences, ehemals Architektur für Marken, befasst sich mit der Präsentation dreidimensionaler Markenwelten.

## Preisverleihungen
- Von 1969 bis 2001: Gute Form, im Auftrag des Bundesministeriums für Wirtschaft
- Von 2002 bis 2012: Designpreis der Bundesrepublik Deutschland, im Auftrag des Bundesministeriums für Wirtschaft
- Von 1992 bis 2011: Bundespreis Produktdesign
- Von 1993 bis 2012: Bundespreis Förderer des Designs
- Von 2000 bis 2016: Pure Talents Contest
- Seit 2011: Automotive Brand Contest
- Seit 2012: German Design Award
- Seit 2013: Iconic Awards
- Seit 2015: Iconic Awards: Interior Innovation
- Seit 2016: Motorcycle Brand Contest, Bicycle Brand Contest, German Brand Award, ein&zwanzig
- Seit 2018: German Innovation Award

### German Design Award
Der German Design Award zeichnet innovative Produkte und Projekte, ihre Hersteller und Gestalter der deutschen und internationalen Designbranche aus. Am Wettbewerb können ausschließlich Beiträge teilnehmen, die dazu nominiert wurden. Bewertungskriterien zur Nominierung sind beispielsweise: Gesamtkonzept, Nachhaltigkeit, Ästhetik, Langlebigkeit und Funktionalität.
Anders als bei Preisverleihungen üblich erhalten Nominierte und Gewinner kein Preisgeld, sondern müssen eine „Teilnahmegebühr“ (Stand 2021 in Höhe von 480 Euro) bezahlen. Wenn ein nominierter Beitrag Gewinner wird, müssen weitere mindestens 2.580 Euro Netto gezahlt werden. 2016 betrug die Nominierungsgebühr 449 Euro und Gewinner mussten bis zu 4.450 Euro zahlen.
Die Veranstaltung wird durch die Prämierten finanziert, was oft kritisiert worden ist.
Mit einem Preisgeld in Höhe von 15.000 Euro verbunden ist allerdings die Auszeichnung Newcomer des German Design Award 2018. Ebenso in der Kritik steht die große Anzahl an Preisträgern. 2018 erhielten über 1000 Gewinner den Preis.

## Publikationen
- Die großen deutschen Marken. Rat für Formgebung Medien GmbH, ISSN 2569-0140 (erscheint jährlich seit 2014).
- Lutz Dietzold (Hrsg.): Die großen Marken in Deutschland 2023. recreate. transform. be resilient. Callwey, München 2022, ISBN 978-3-7667-2606-3 (Jubiläumsausgabe, mit einem Grußwort von Dr. Robert Habeck und Annalena Baerbock).